# Dominique Saringer
Dominique Saringer (* 1. Juli 1994 in Innsbruck) ist ein österreichischer Eishockeyspieler, der seit 2008 beim HC Innsbruck in der Österreichischen Eishockey-Liga spielt.

## Karriere
Saringer begann seine Karriere beim HC Innsbruck und spielt dort seit 2015 in der Kampfmannschaft. Seit 2016 spielt er zeitweise auch beim Kooperationsverein, dem Kitzbüheler EC.

## Erfolge und Auszeichnungen
- 2012 Österreichischer Zweitliga-Meister

## Karrierestatistik
(Legende zur Spielerstatistik: Sp oder GP = absolvierte Spiele; T oder G = erzielte Tore; V oder A = erzielte Assists; Pkt oder Pts = erzielte Scorerpunkte; SM oder PIM = erhaltene Strafminuten; +/− = Plus/Minus-Bilanz; PP = erzielte Überzahltore; SH = erzielte Unterzahltore; GW = erzielte Siegtore; 1 Play-downs/Relegation; Kursiv: Statistik nicht vollständig)